# Mayaniste
Ne doit pas être confondu avec mayanisme.
Un mayaniste ou mayiste est un chercheur, généralement professionnel, spécialiste de la civilisation maya. Les champs d'études de ces spécialistes peuvent être l'archéologie, l'épigraphie, l'ethnologie, la linguistique, l'histoire, l'architecture, et l'astronomie.

## Histoire
Lorsque les conquistador arrivent en territoire maya, leur culture est en déclin et les grandes villes laissées à l'abandon tandis que les tribus se livrent à des rivalités internes. Dans la péninsule de Yucatán la désintégration de la Ligue de Mayapán subdivise la zone en 16 juridictions ou kuchkabales. Pendant une période de 20 ans,Francisco de Montejo et Léon le Mozo entament la conquête des territoires mayas du Nord et y parviennent en 1547. Dans le zone du Petén Itzá, les itzá et les Ko'woj, se soumettent 150 ans plus tard à Martín de Ursúa, en 1697,.

## Destruction de codex par l'évêque Landa

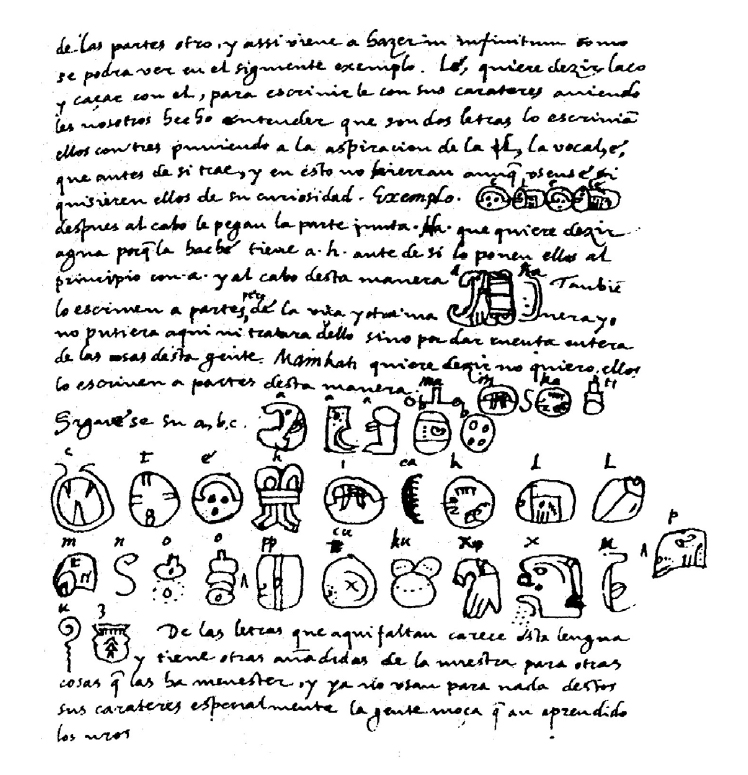
"Manuscrits de Diego de Landa".

Il existe peut de preuve écrites, sur papier amate, sont disponibles au sujet de la civilisation maya. Diego de Landa, évêque de Yucatán réalise le 12 juillet 1562 un autodaféi en Maní, lequel consiste à incinérer entre autres choses, presque la totalité des codex mayas, considérés comme objet diabolique et contraire à la religion Catholique. Les rares registres et archives collectées l'ont été par Landa lui-même qui rédige des manuscrits comme la relation des choses de Yucatán, dans lesquels il décrit la religion et l'écriture maya en 1566.
Durant le XVIIe siècle, le franciscain Diego López de Cogolludo étudie et corrige les manuscrits de Landa dans son "Histoire de Yucatán". 23 ans après son décès, le dominicain Alonso Sandín réécrit le livre et le publie en 1688, pourtant il n'obtient pas une grande notoriété ni une grande diffusion. Son travail est réimprimé en 1842 et 1867.
Par ailleurs, les manuscrits originaux de Landa, archivés jusqu'alors, sortent de l'oubli plus de 200 ans après leur parution. En 1862, l'abbé Charles Étienne Brasseur de Bourbourg les redécouvre dans l'Académie royale d'histoire à Madrid. Les travaux de Cogolludo sont devenus une pièce fondamentale pour la compréhension de la culture maya.

## Les premiers mayanistes

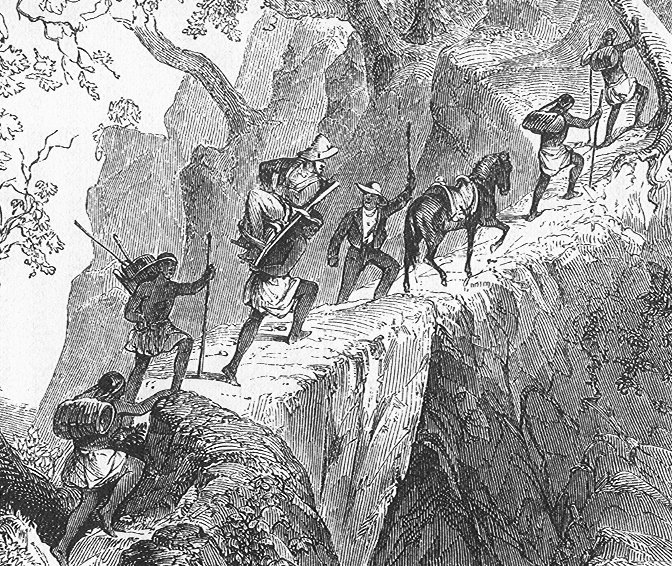
Lithographie du livre Incidents of Travel in Central America, Chiapas, and Yucatan réalisée par Frederick Catherwood collègue de voyage de Stephens.

Durant la période de la Nouvelle-Espagne, l'étude de la civilisation maya suscite peu d'intérêt. Après l'Indépendance du Mexique au XIXe siècle, le contexte social ne permet aucune avancée non plus. Le contexte régional dans la péninsule du Yucatán gêne également l'exploration.
Au fil du temps, les chroniques des Indes écrites au XVIe siècle décrivent de grandes cités dans des textes considérés comme fantasmés. Cependant, à la fin du XVIIIe siècle, Palenque et d'autres villes commencent à être connues au point que les exagérations supposées s'effacent et suscitent l'intérêt des érudits. À l'époque, l'implication des indigènes dans les constructions mayas est écartée.
Jusqu'au début du XIXe siècle, un courant de pensée envisage que les bâtisseurs de pyramide sont d'origine phénicienne ou égyptienne. Le Lord Kingsborough (Edward King, Vicomte de Kingsborough), auteur de The Antiquites of Mexico, affirme encore dans son œuvre que les Amérindiens originels appartiennent aux "Dix Tribus perdues de l'Israël".

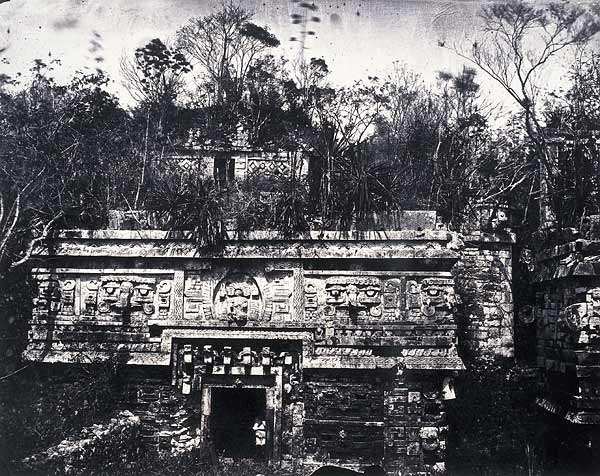
Photographie du Palais des religieuses dans la zone sud de Chichén Itzá prise par Désiré Charnay en 1859.

En 1839, John Lloyd Stephens et Frederick Catherwood explorent le site archéologique de l'ancienne ville de Copán en Amérique Centrale. Stephens a d'abord déclaré et conclu que : "l'Amérique a été habitée par des sauvages, mais les sauvages  n'ont jamais sculpté ces pierres". Cependant après avoir continué à explorer d'autres villes de la culture maya, ils se sont peu à peu convaincus de la possibilité que les constructions soient bien l'œuvre des indigènes locaux. En 1844, Catherwood mentionne : "M. Stephens et moi-même concluons que les ruines ne sont PAS une ancienneté immémoriale, l'œuvre de races inconnues, mais comme nous le voyons maintenant, ont été occupées et peut-être érigées par les tribus indiennes qui occupaient le territoire à l'époque de la conquête espagnole". Une partie de la communauté scientifique conteste cette affirmation, mais les découvertes des travaux de Landa en 1862 renforcent les premières conclusions de Stephens et Catherwood dans l'opinion scientifique.
Vers 1868, un autre chercheur, originaire du Yucatán, Juan Pie Pérez, achève le « Codex Pérez » qui permet de remodeler et enrichir la connaissance de la langue et de la culture maya en Yucatán.
À la fin du XXe siècle, les glyphes mayas sont déchiffrés. Aujourd'hui, nous avons une compréhension plus profonde et plus complète de la signification de l'écriture sur les stèles et dans les trois codex qui survivent à l'autodafé mené par Diego de Landa au XVIe siècle.

## Mayanistes notables
- Diego de Landa (1524-1579)
- Charles Étienne Brasseur de Bourbourg (1814-1874)
- Frederick Catherwood (1799-1854)
- Désiré Charnay (1828-1915)
- Ernst Förstemann (1822-1906)
- Yuri Knorozov (1922-1999)
- Teobert Maler (1842 -1917)
- Alfred Maudslay (1850 - 1931)
- Sylvanus Morley (1883-1948)
- Augustus Le Plongeon (1825-1908)
- Tatiana Proskouriakoff (1909-1985)
- Léon De Rosny (1837-1914)
- Linda Schele (1942 - 1998)
- John Lloyd Stephens (1805-1852)
- Jean-Frédéric Waldeck (1766-1875)
- Gordon Willey (1913-2002)

## Mayanistes contemporains
- Nikolai Grube (1962 -)
- Stephen D. Houston (1958- )
- Simon Martin
- Mary Miller (1952 - )
- David Stuart (1965- )
- Karl Taube (1957- )
- Ruud Van Akkeren (1956- )